# Kolej gondolowa na Jaworzynę Krynicką
Kolej gondolowa na Jaworzynę Krynicką – całoroczna kolej gondolowa z Krynicy-Zdroju na Jaworzynę Krynicką w Beskidzie Sądeckim. Funkcjonuje w ramach Stacji Narciarskiej Jaworzyna Krynicka. Kolej wybudował Girak Austria, a jej operatorem jest spółka Kolej Gondolowa Jaworzyna Krynicka S.A.

## Historia
Kolej została uruchomiona w 1997 przez spółkę Kolej Gondolowa Jaworzyna Krynicka S.A. 23 września 2013 Polskie Koleje Linowe (wówczas jako Polskie Koleje Górskie) kupiły za 49,7 mln zł większościowy pakiet spółki. Sprzedającymi były dwie polskie instytucje finansowe – PKO Bank Polski i Grupa PZU. 

## Dane techniczne
| Kolej gondolowa                       | na Jaworzynę Krynicką |
| ------------------------------------- | --------------------- |
| Długość trasy [m]                     | 2210,8                |
| Poziom stacji dolnej [m n.p.m.]       | 645                   |
| Poziom stacji górnej [m n.p.m.]       | 1113                  |
| Różnica poziomów [m]                  | 468                   |
| Podpory trasowe                       | 19                    |
| Typ gondoli                           | 6-osobowa             |
| Liczba gondoli                        | 73                    |
| Zdolność przewozowa [osób na godzinę] | 1600                  |

## Galeria

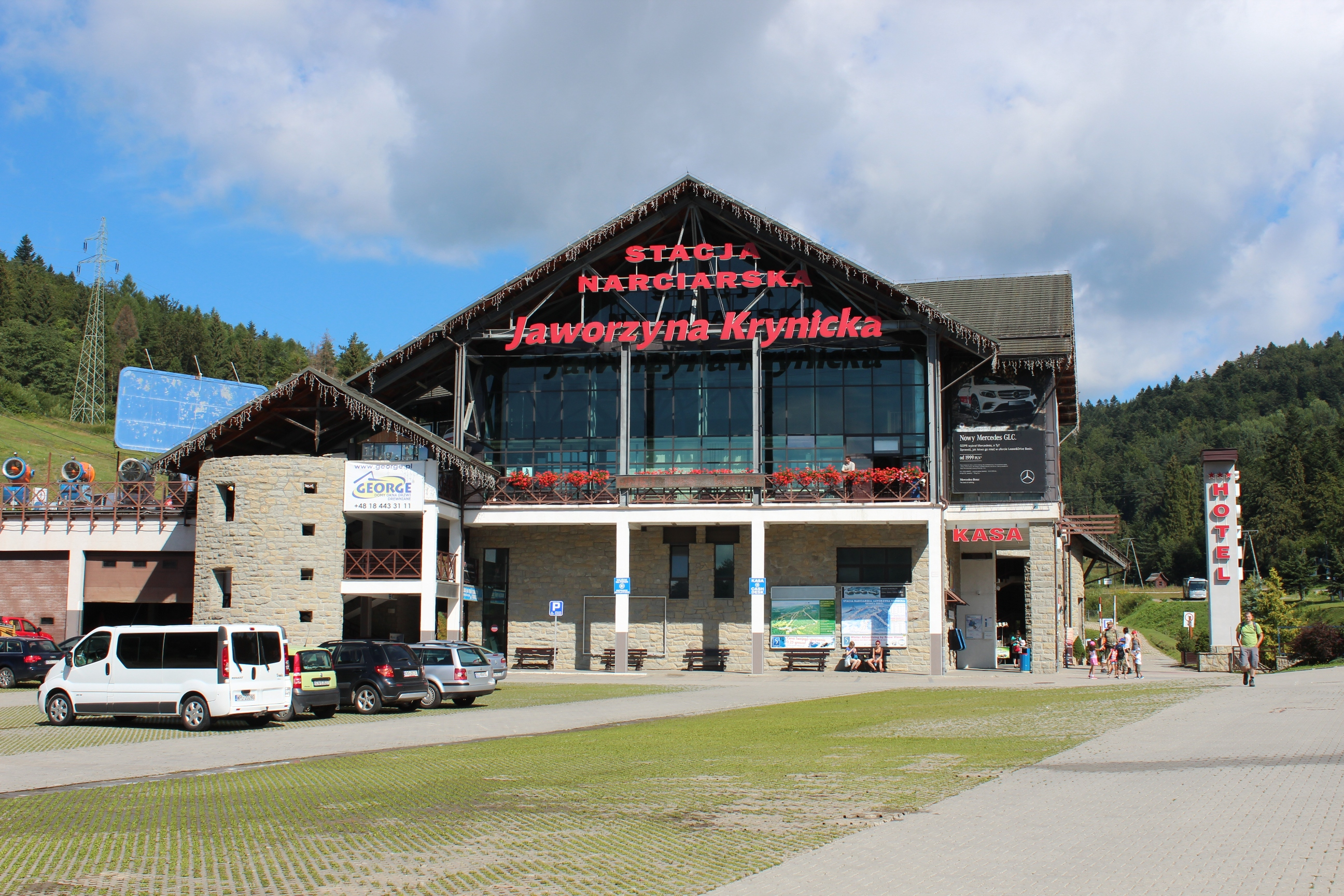
Budynek dolnej stacji
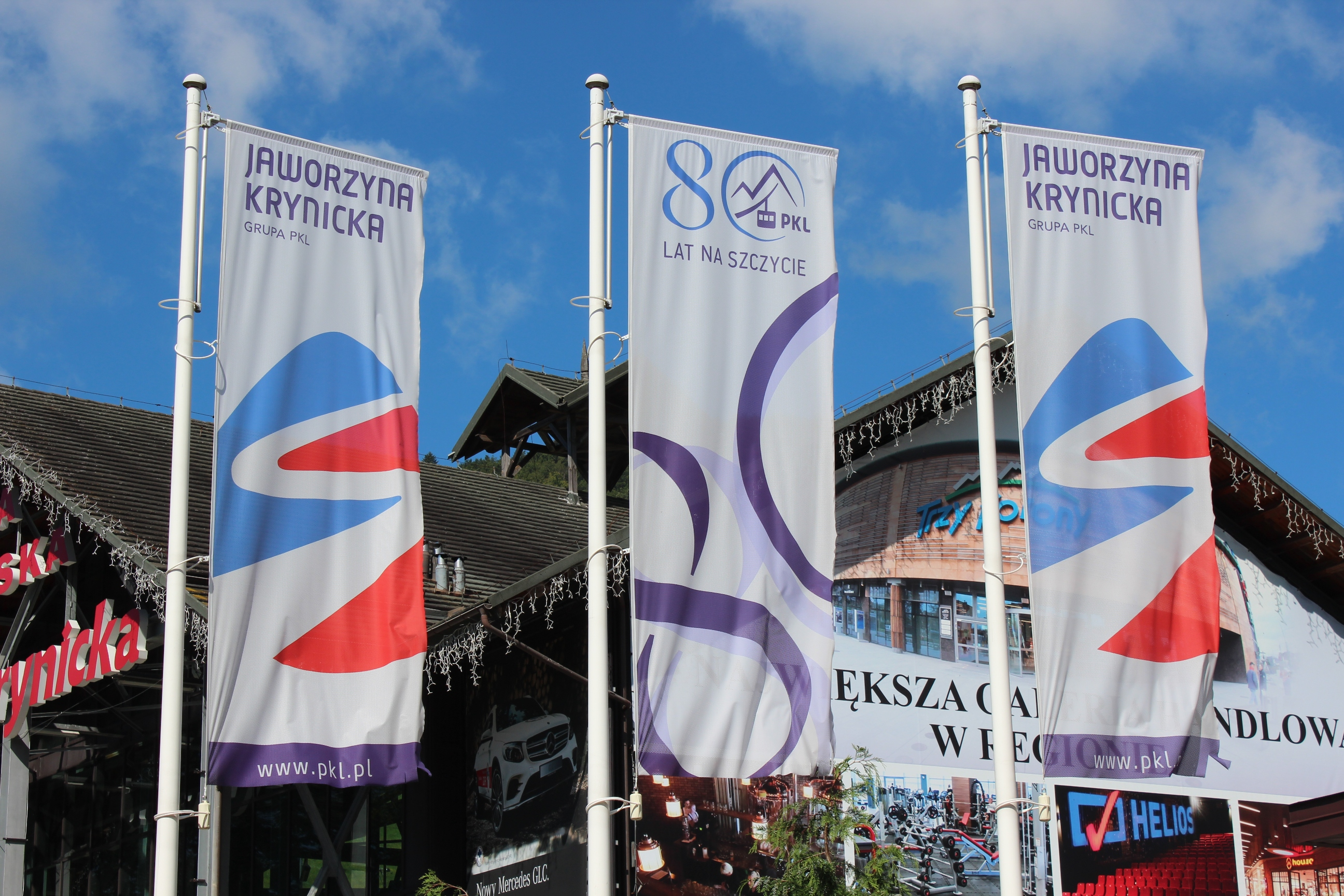
Flagi reklamowe kolei
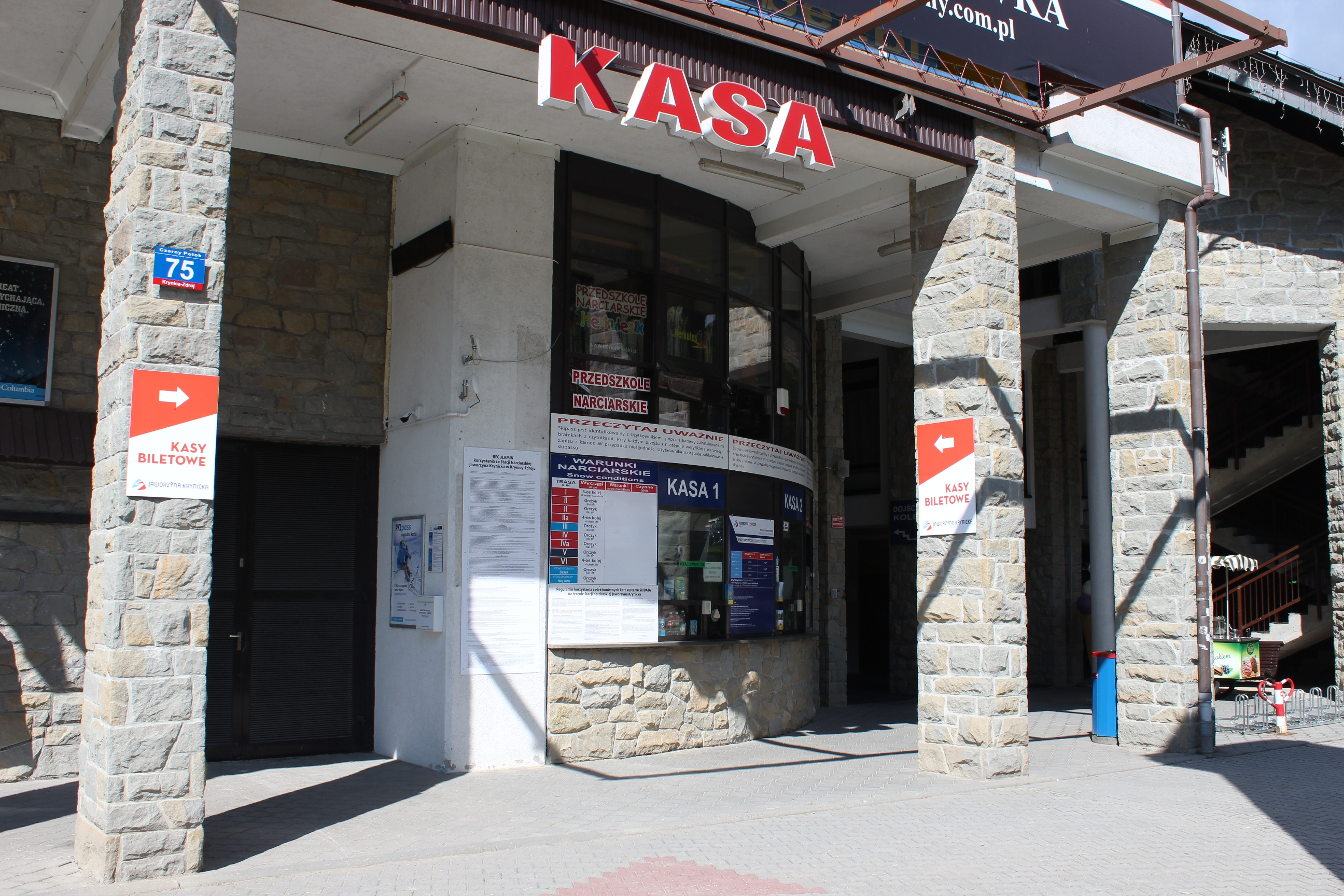
Kasy w budynku dolnej stacji
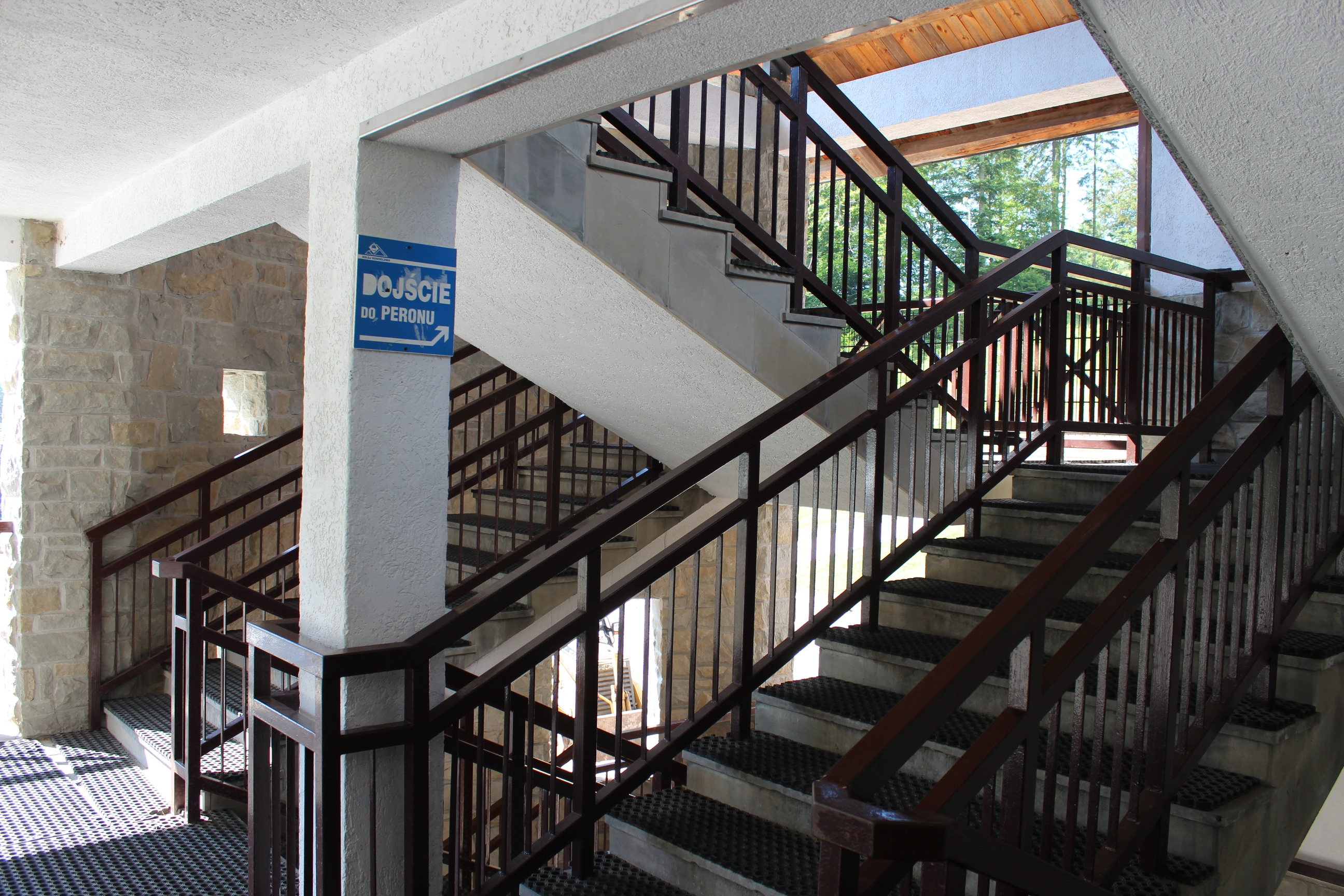
Dojście do peronu w budynku dolnej stacji
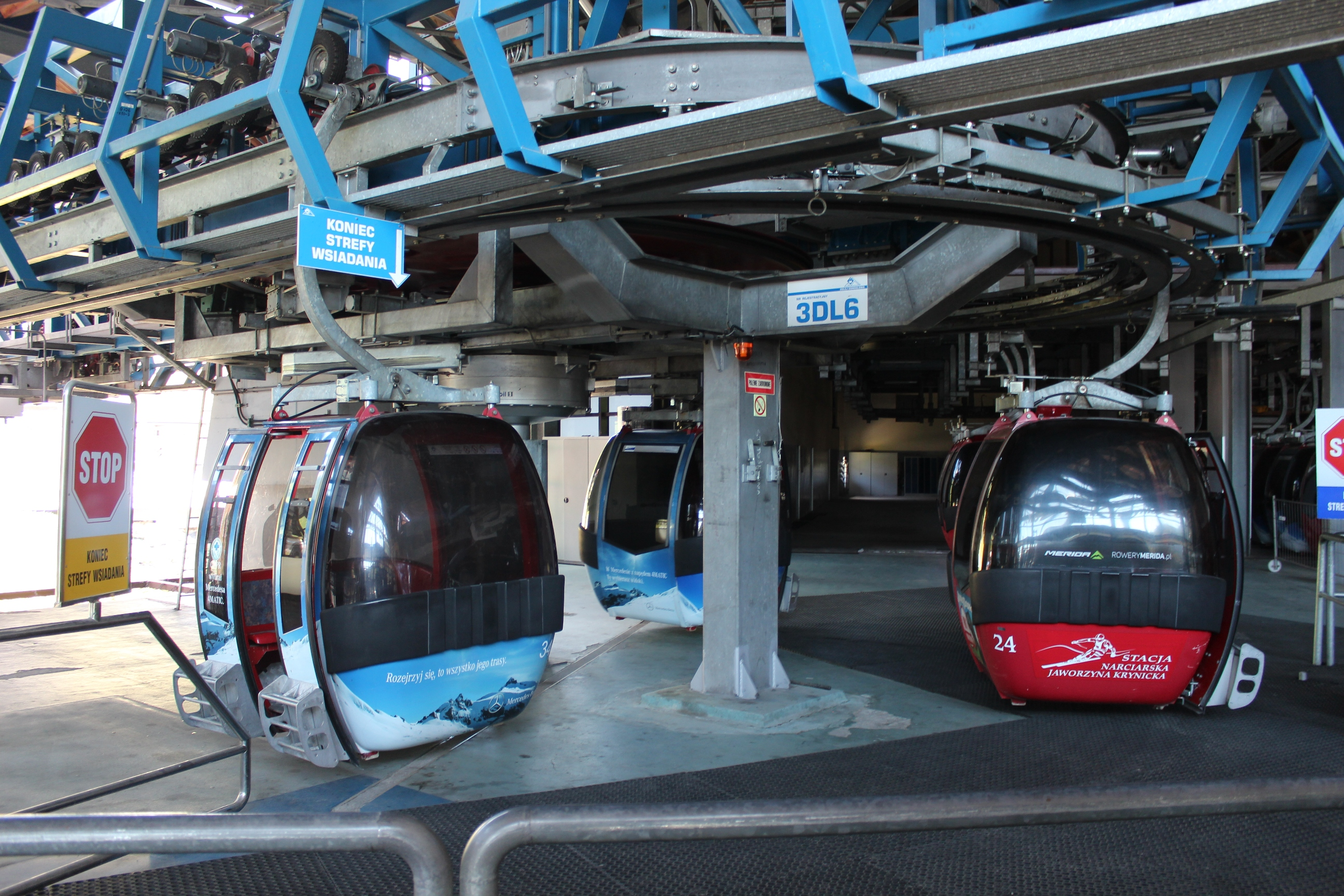
Peron w budynku dolnej stacji
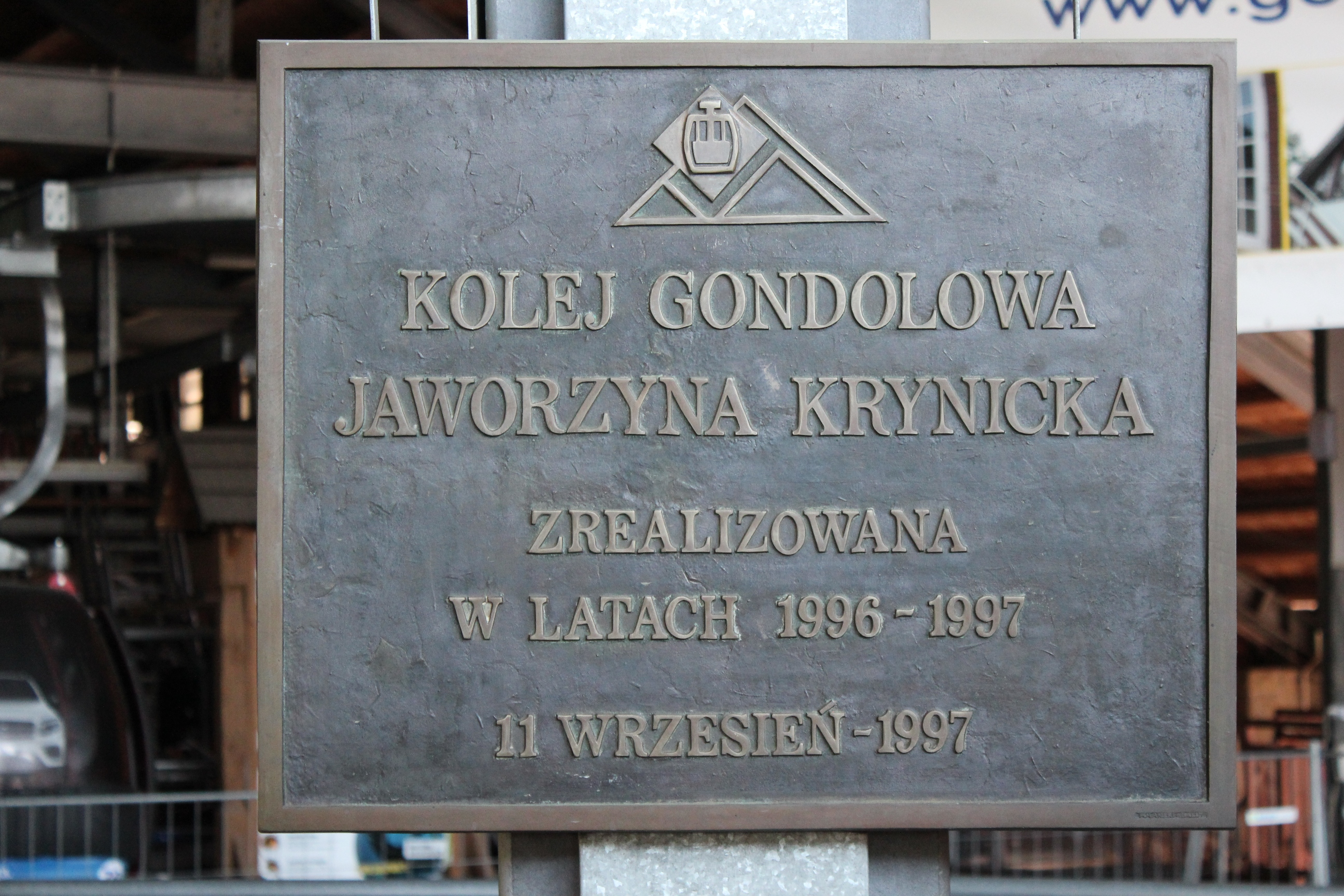
Metalowa tablica upamiętniająca budowę kolei, w budynku dolnej stacji
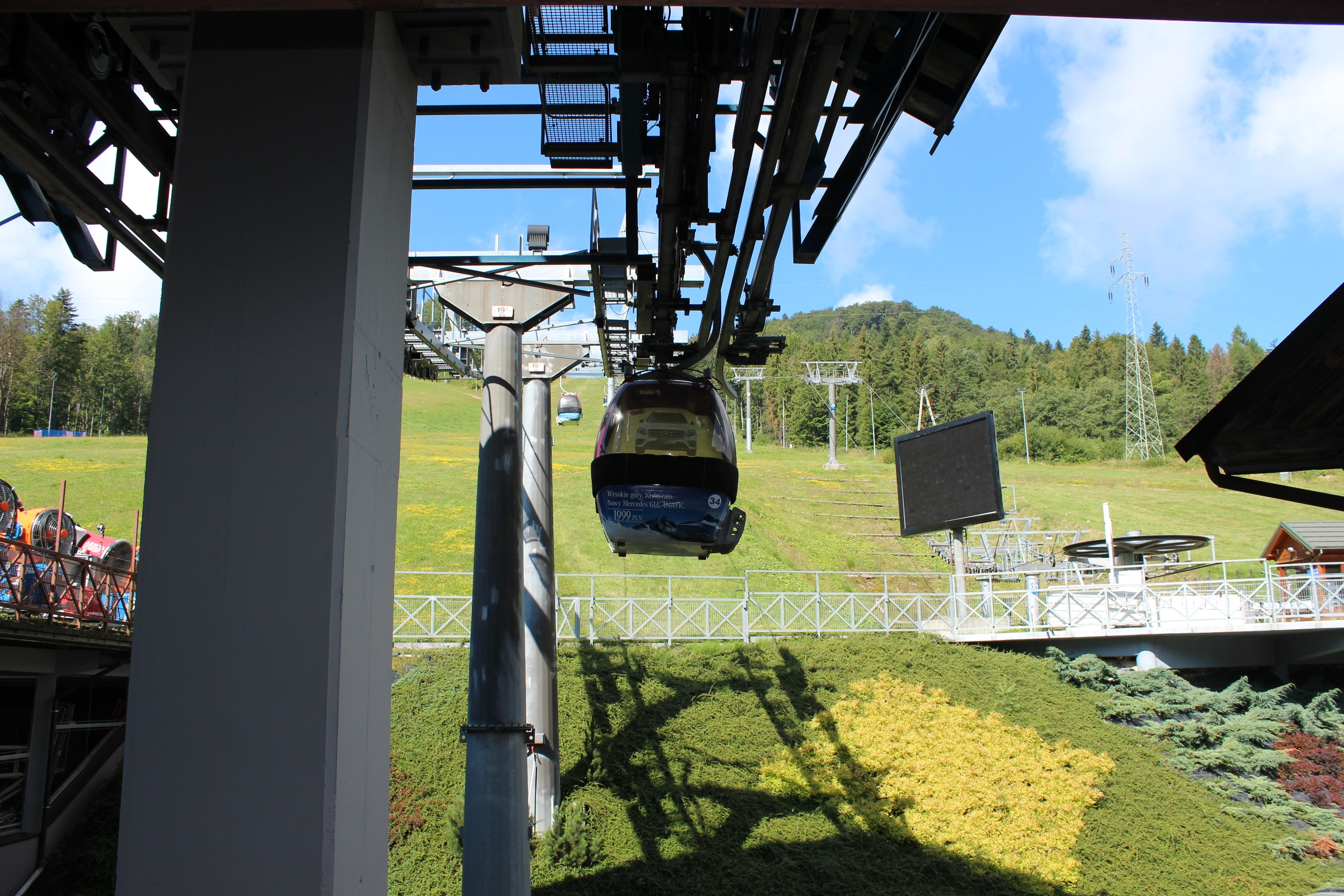
Wyjazd z budynku dolnej stacji
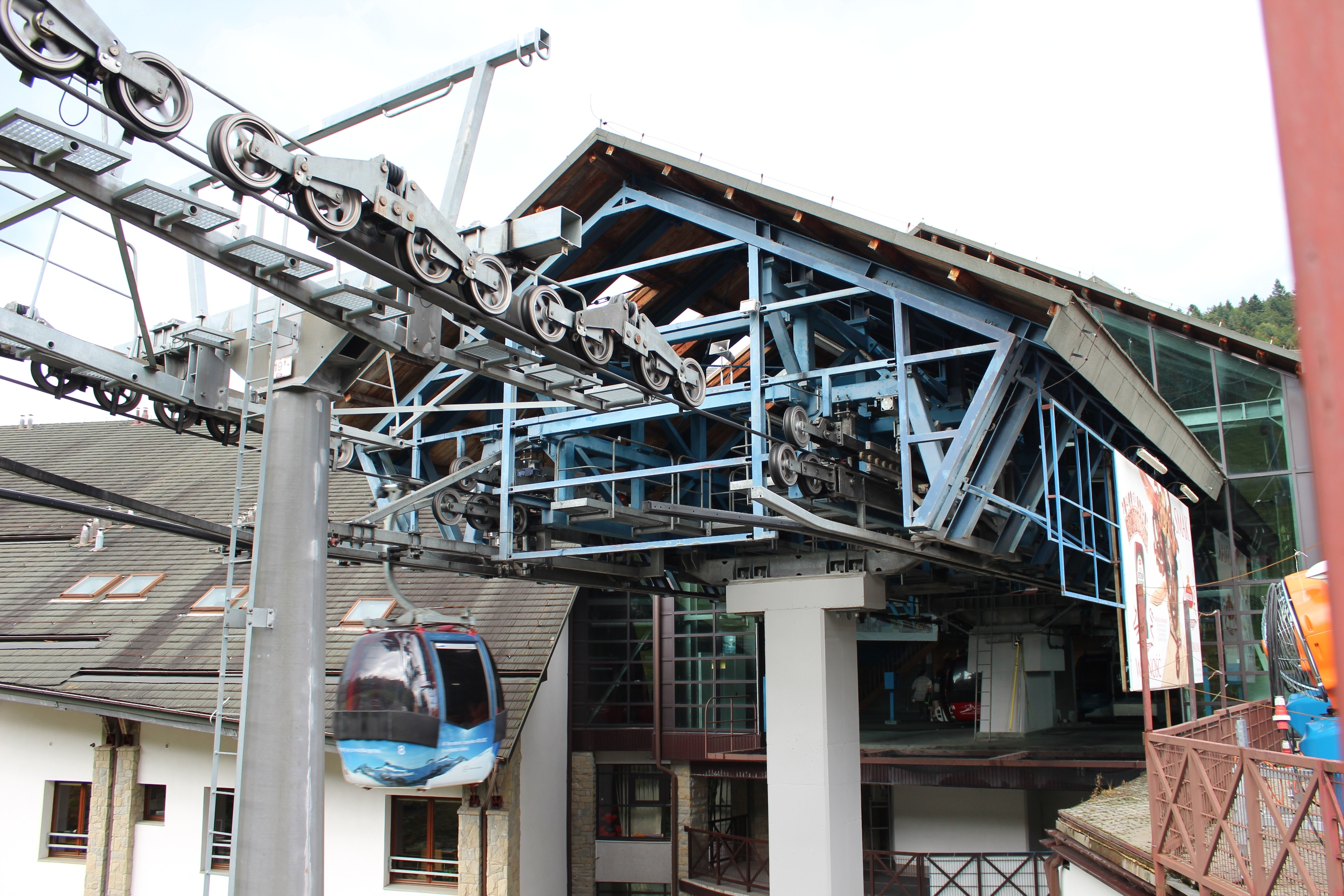
Wyjazd z budynku dolnej stacji
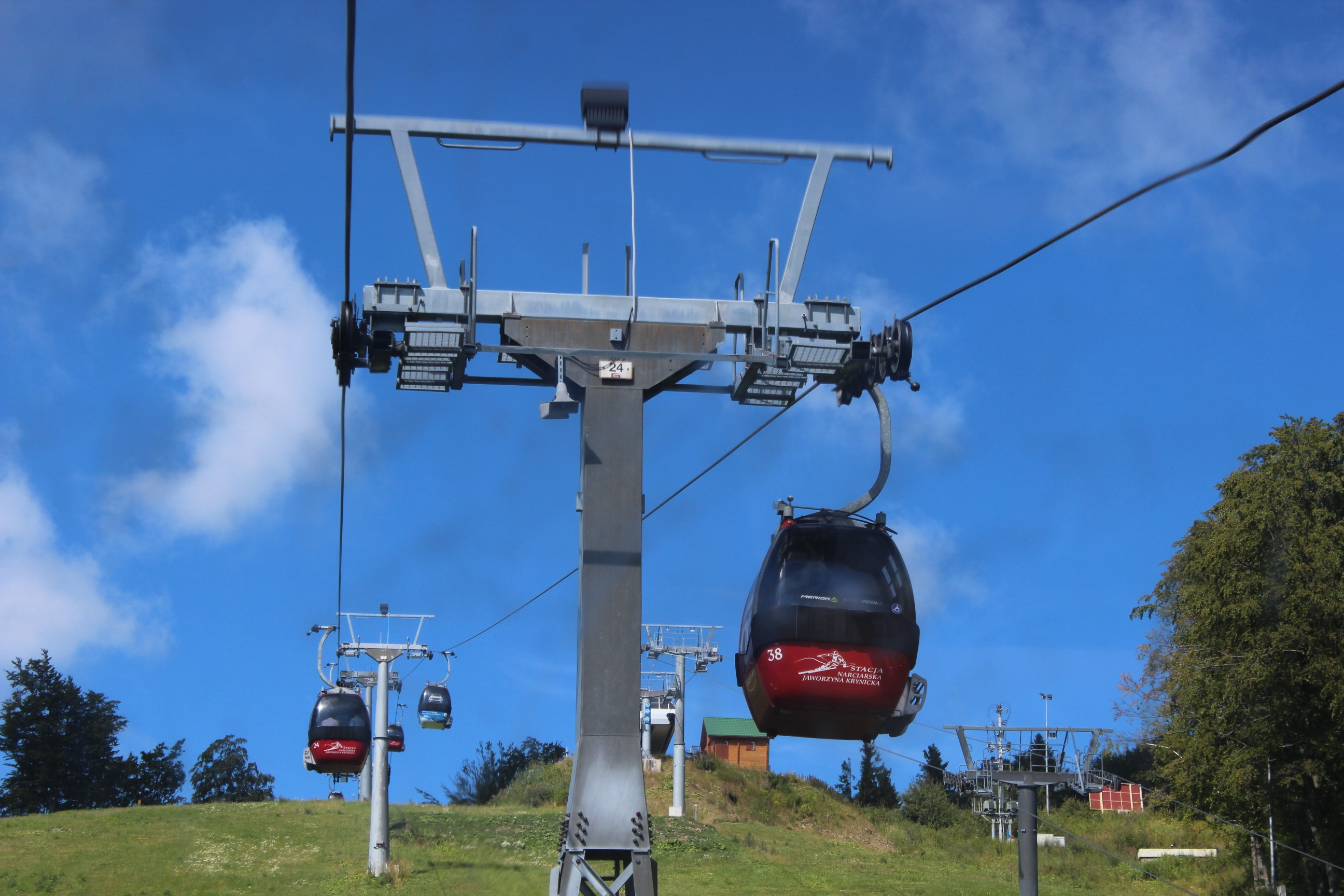
Trasa kolei
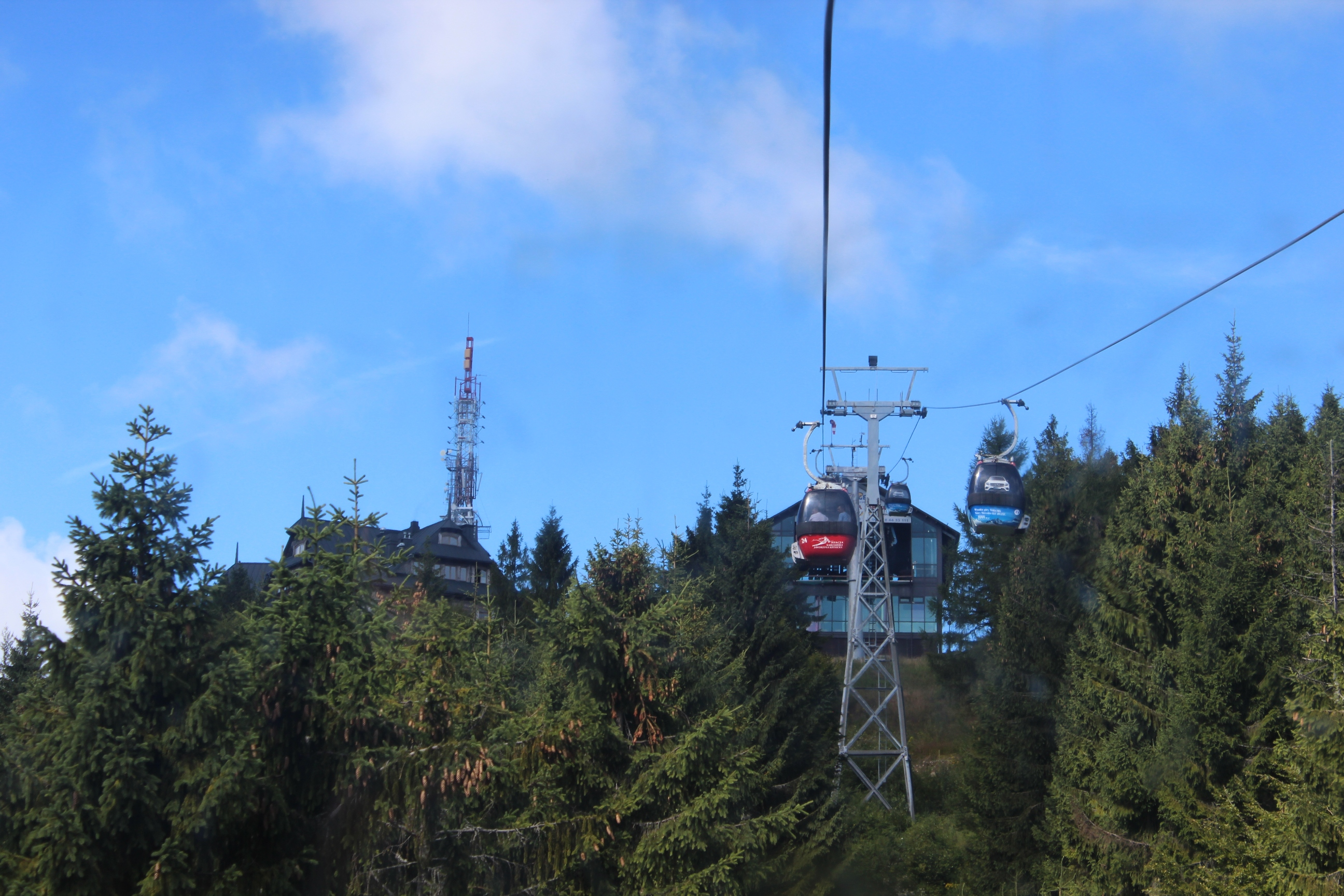
Trasa kolei
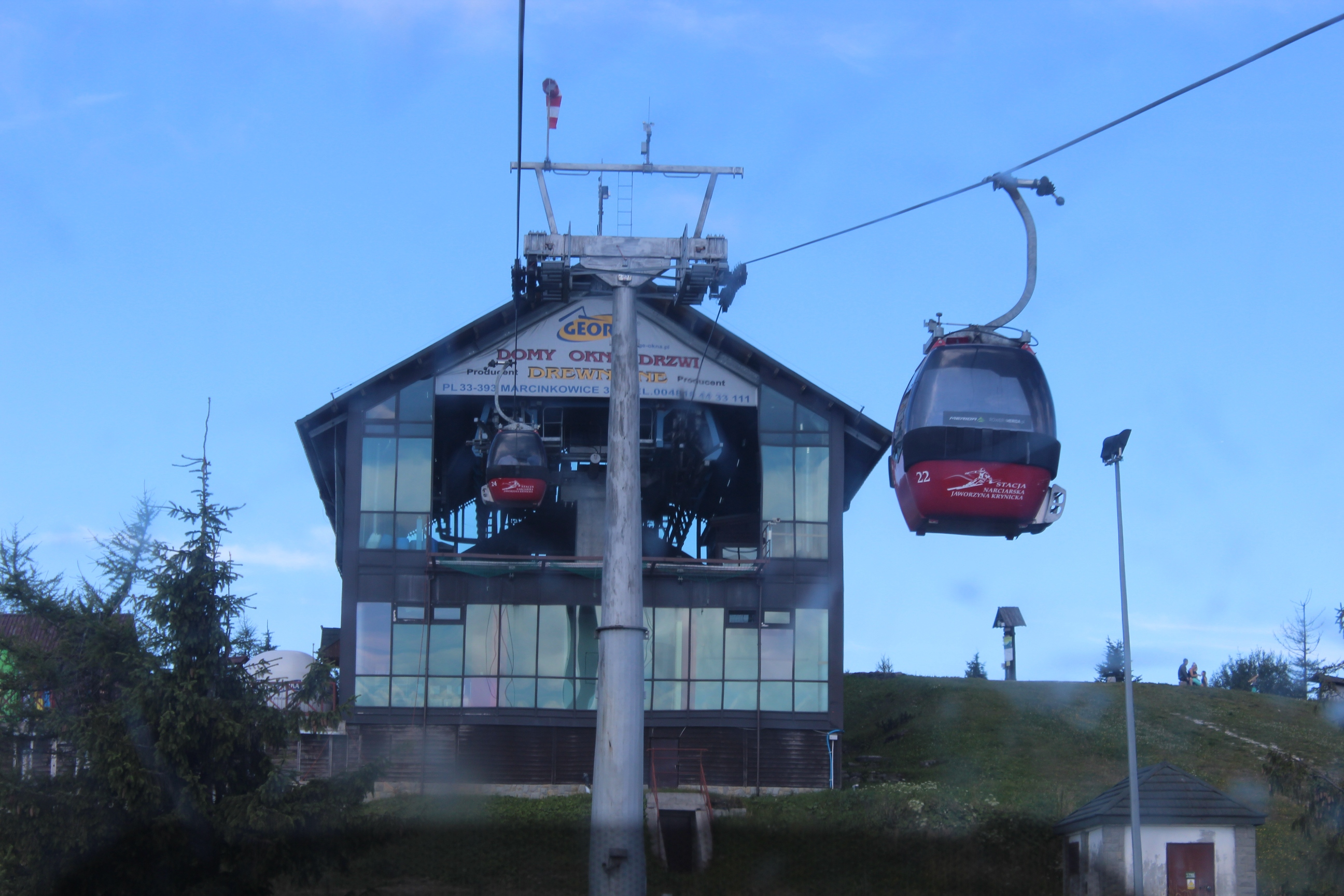
Budynek górnej stacji
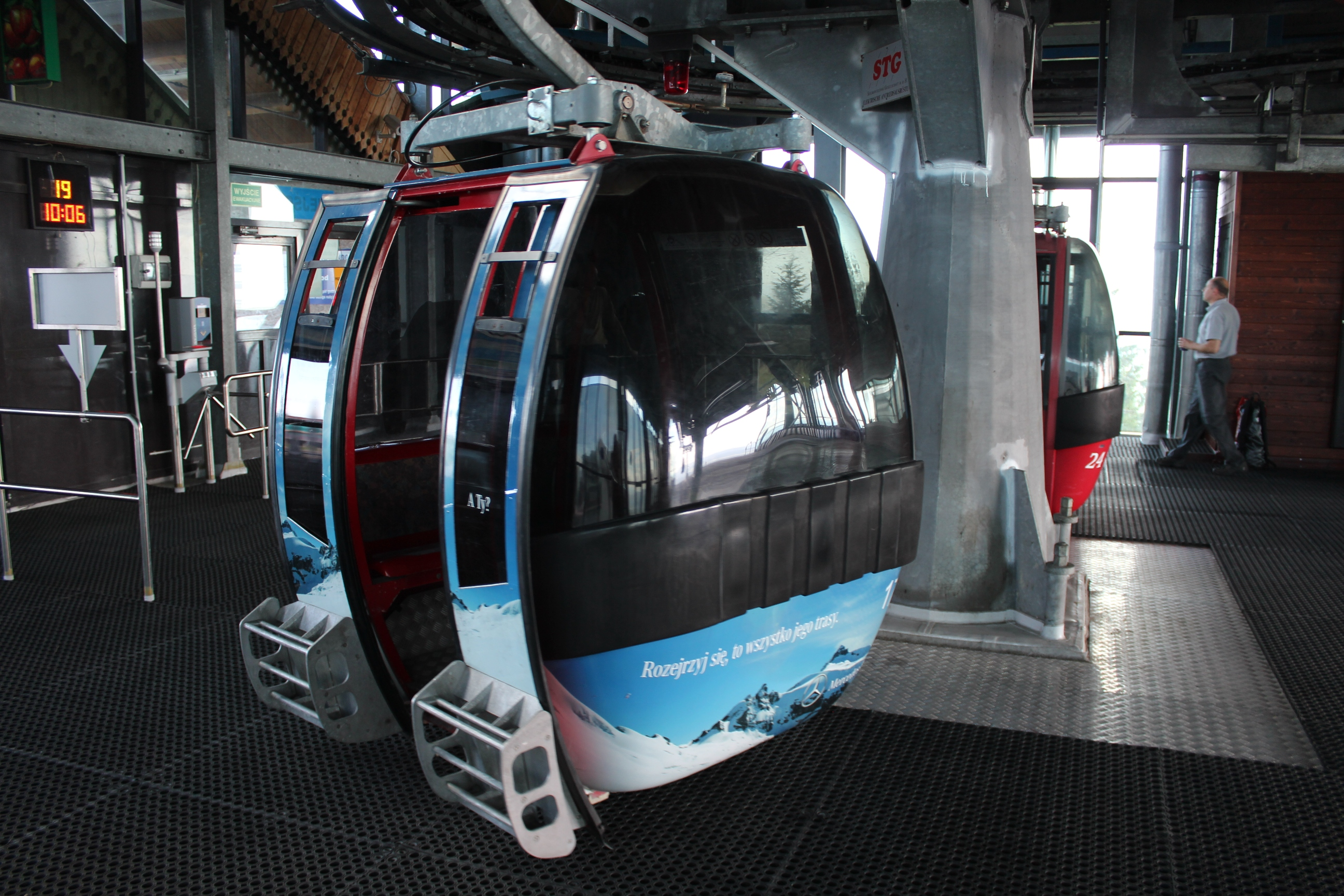
Peron w budynku górnej stacji
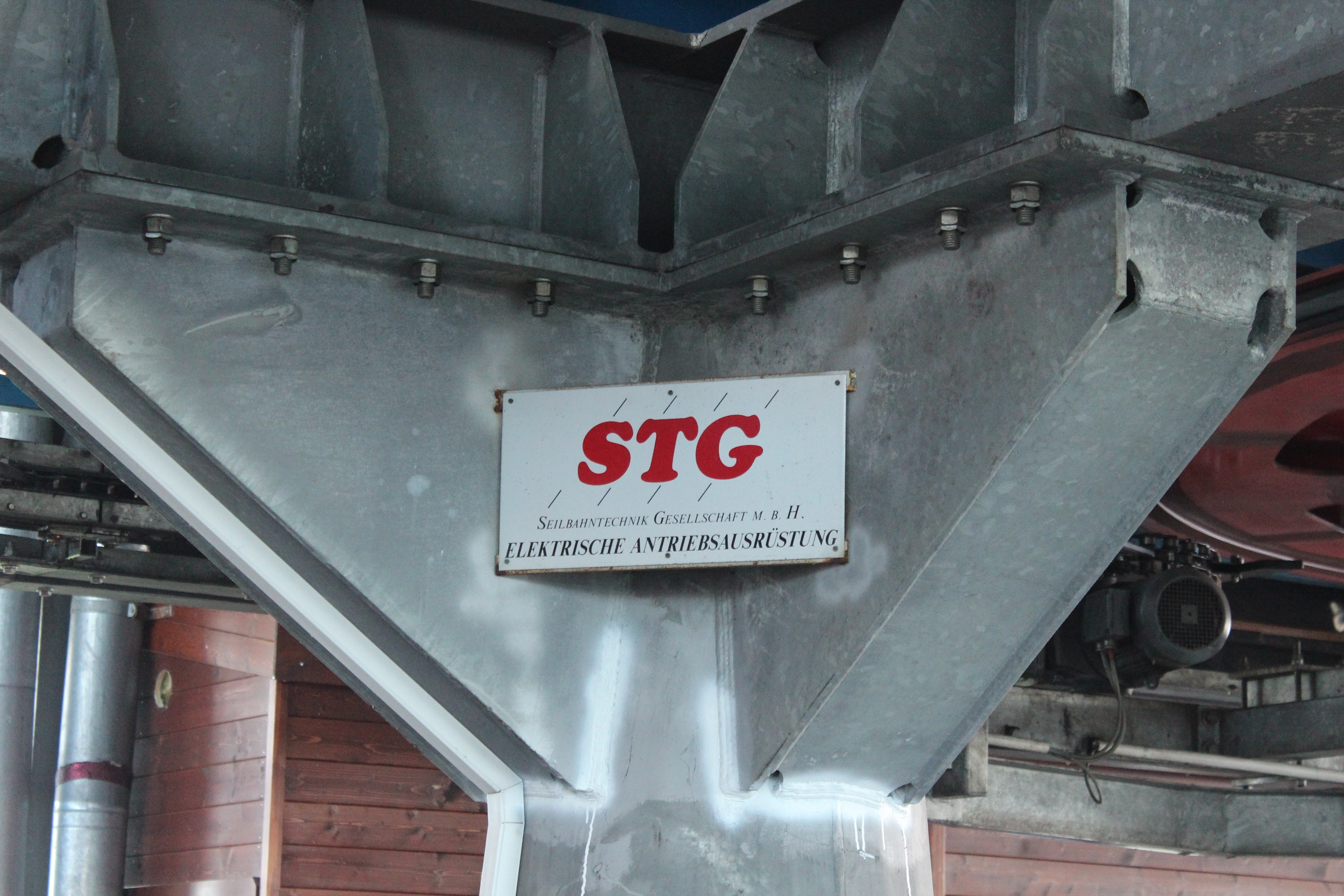
Tablica w budynku górnej stacji
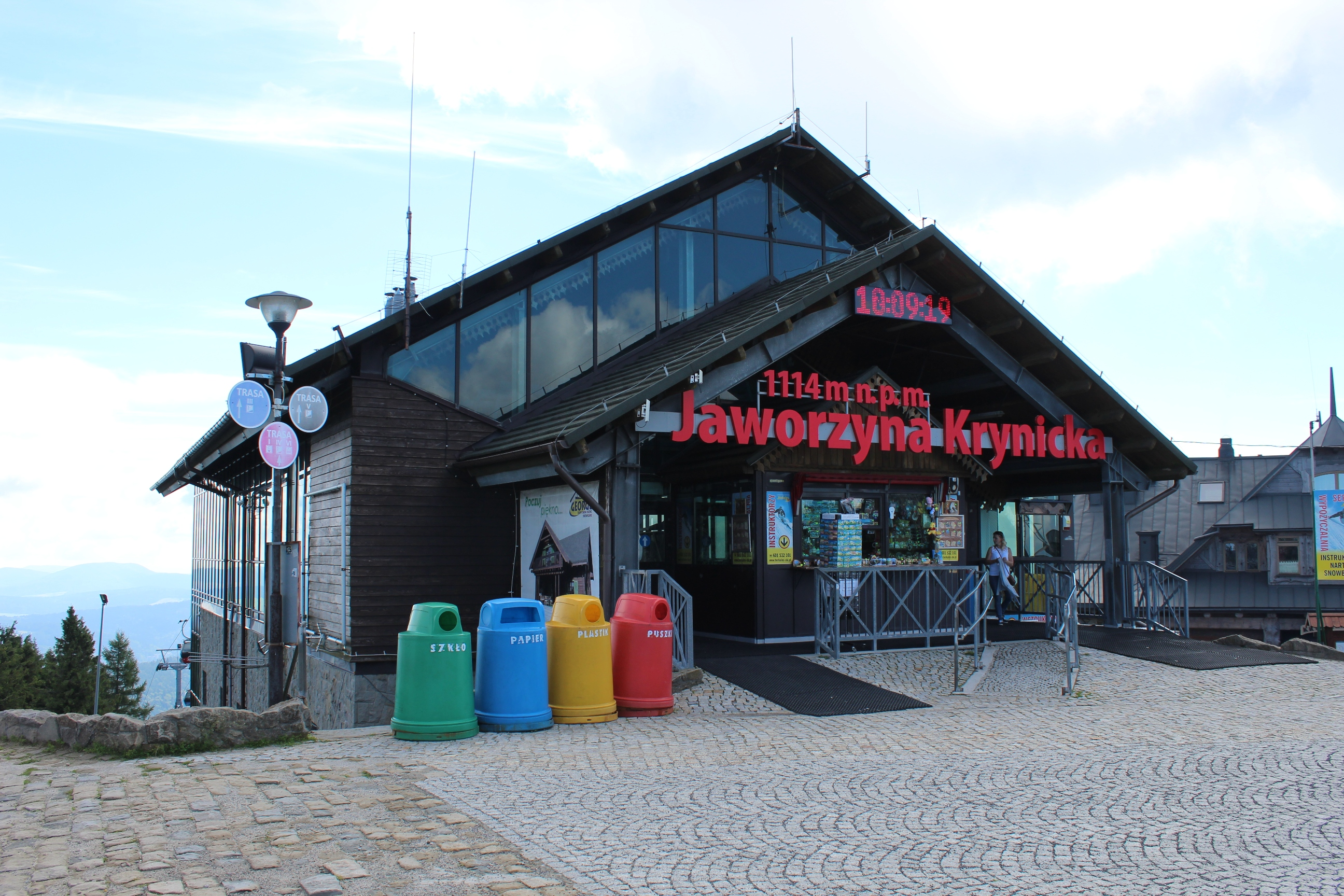
Wejście do budynku górnej stacji
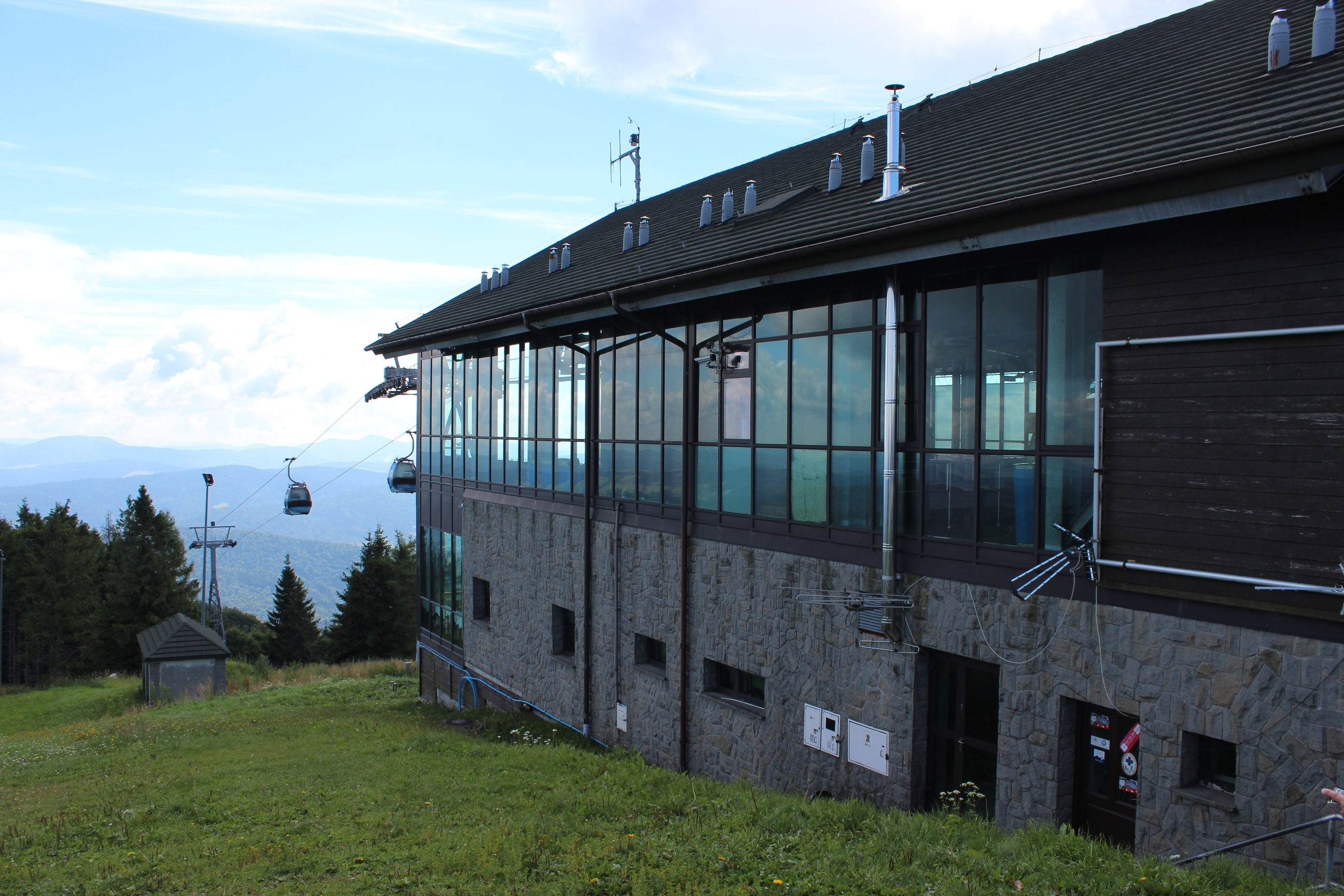
Budynek górnej stacji
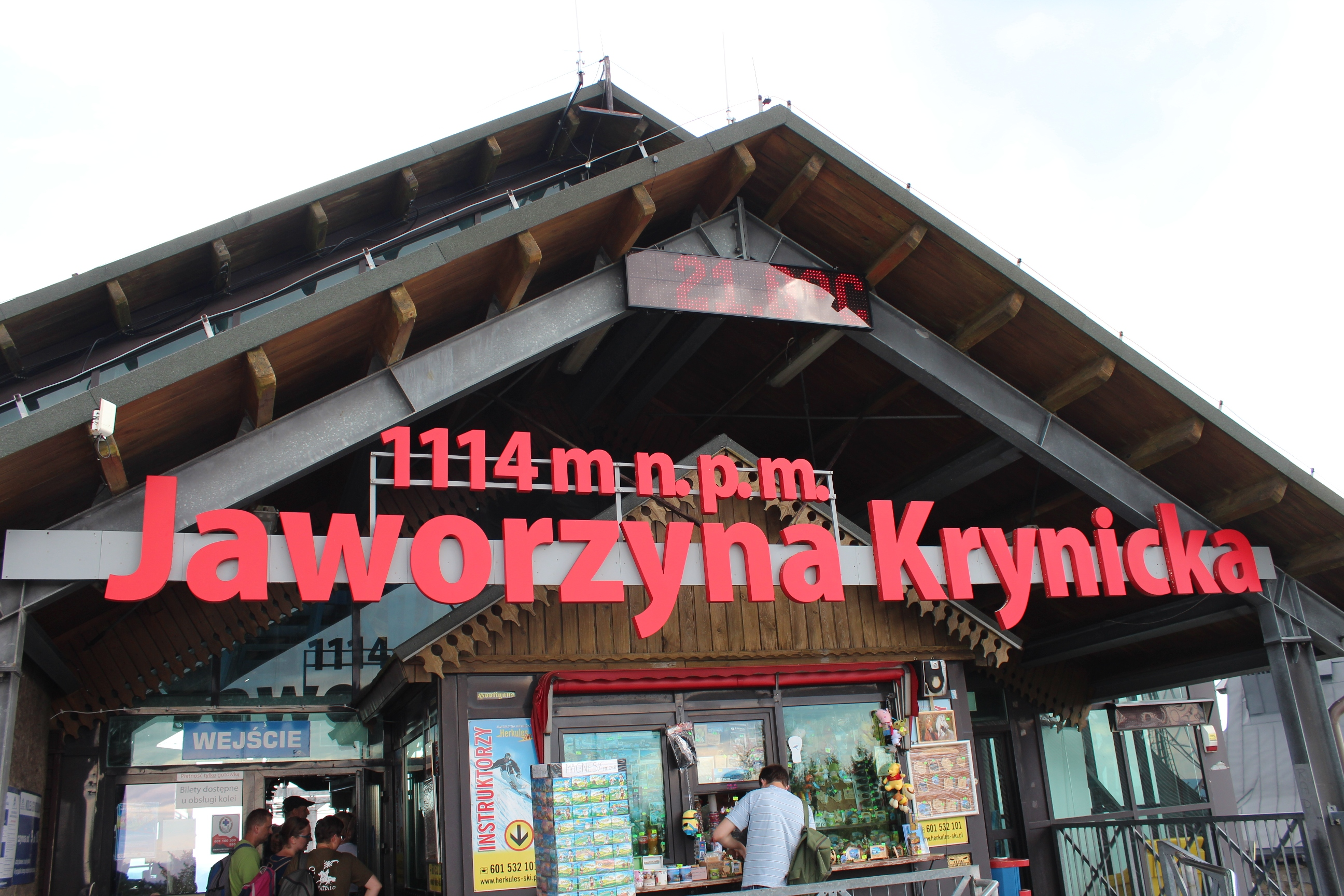
Napis na budynku górnej stacji
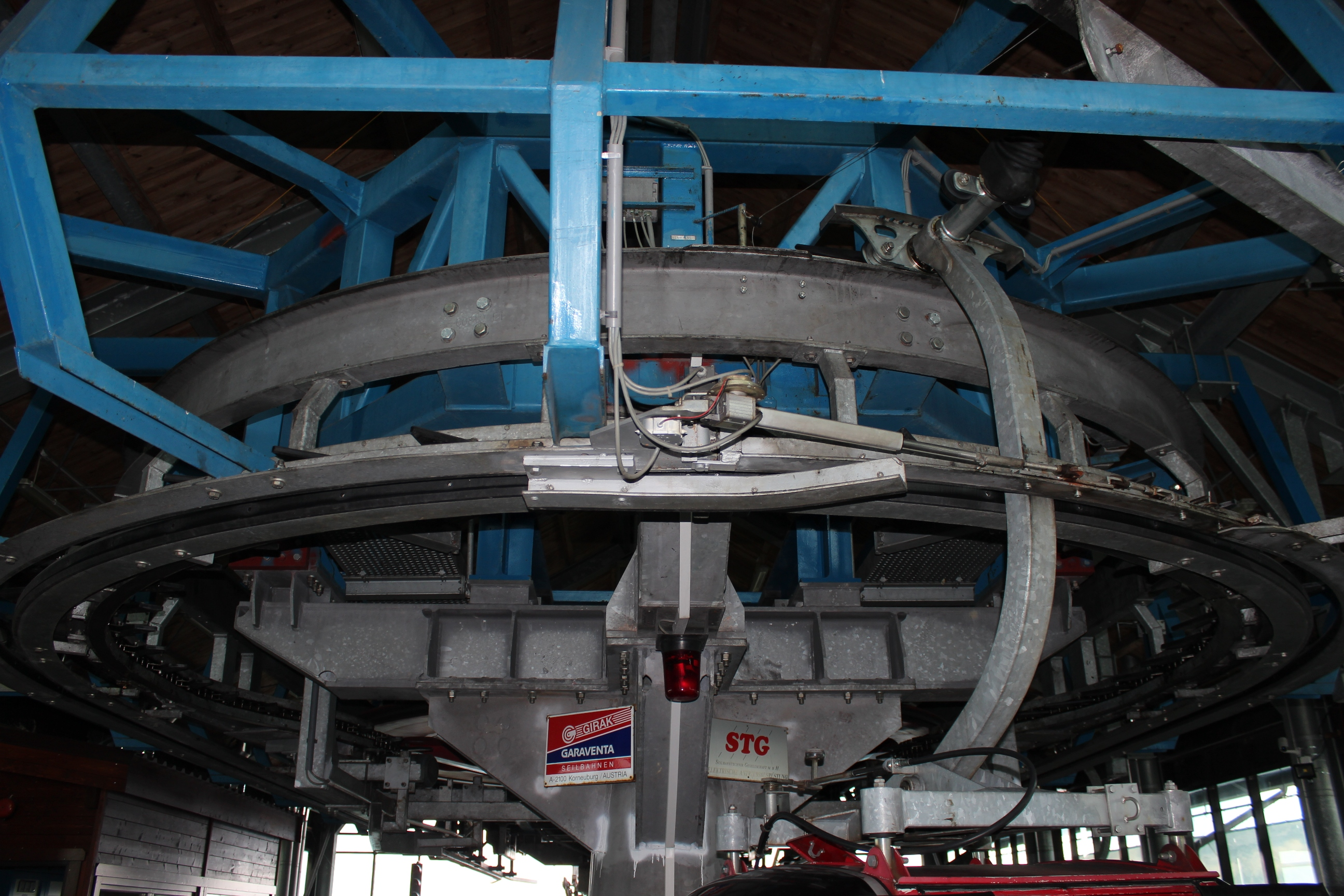
Koło zamachowe w budynku górnej stacji
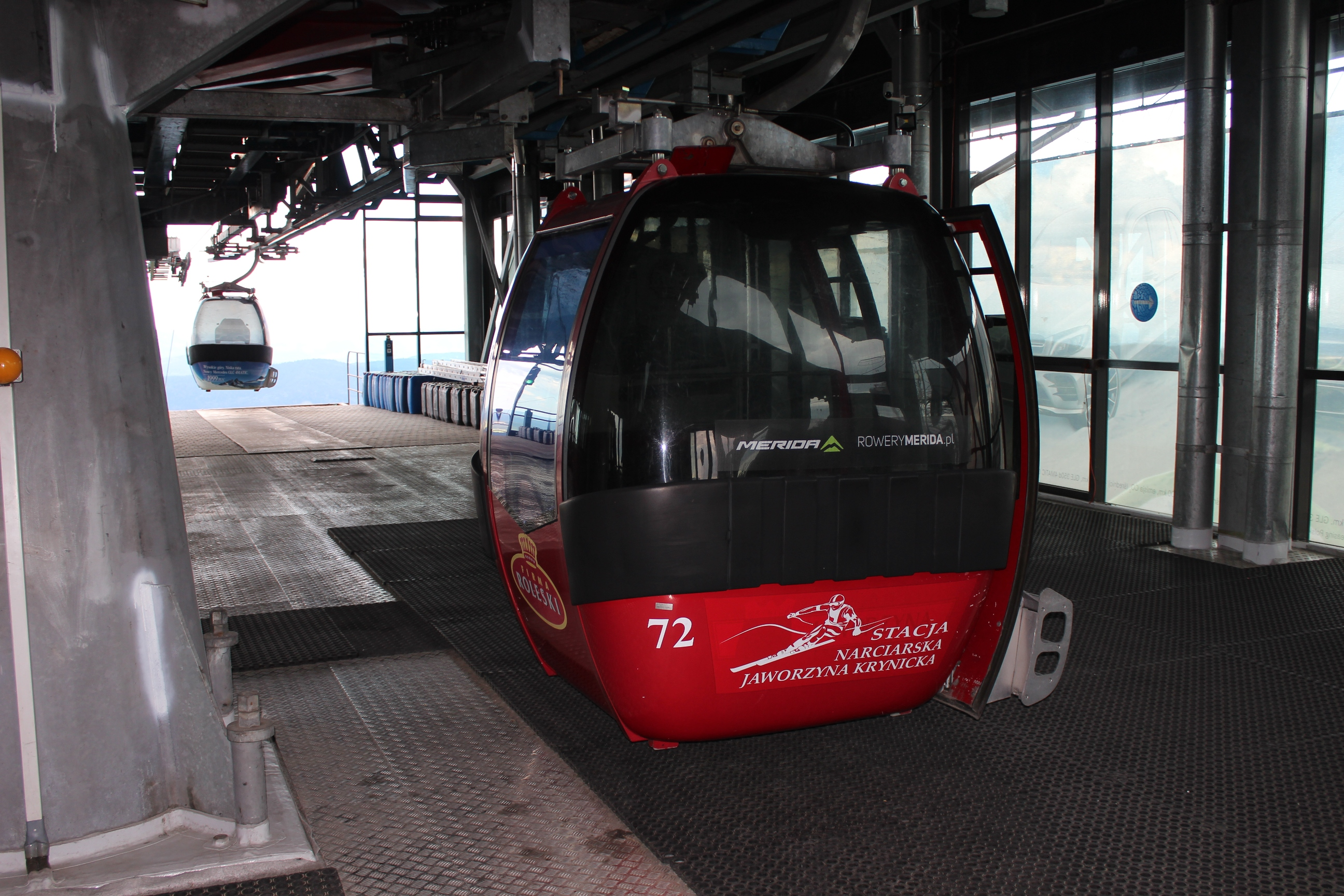
Peron na górnej stacji
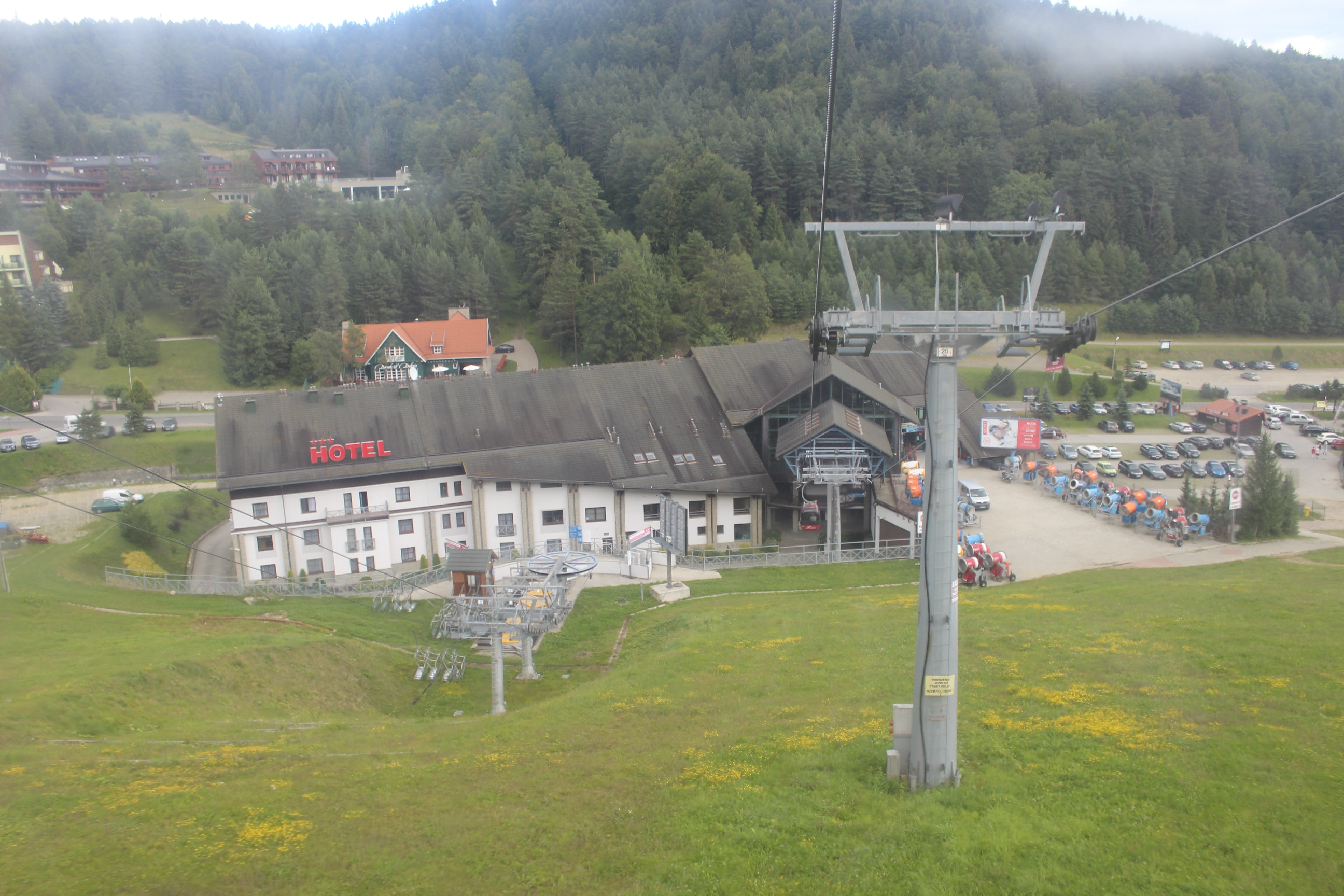
Budynek dolnej stacji
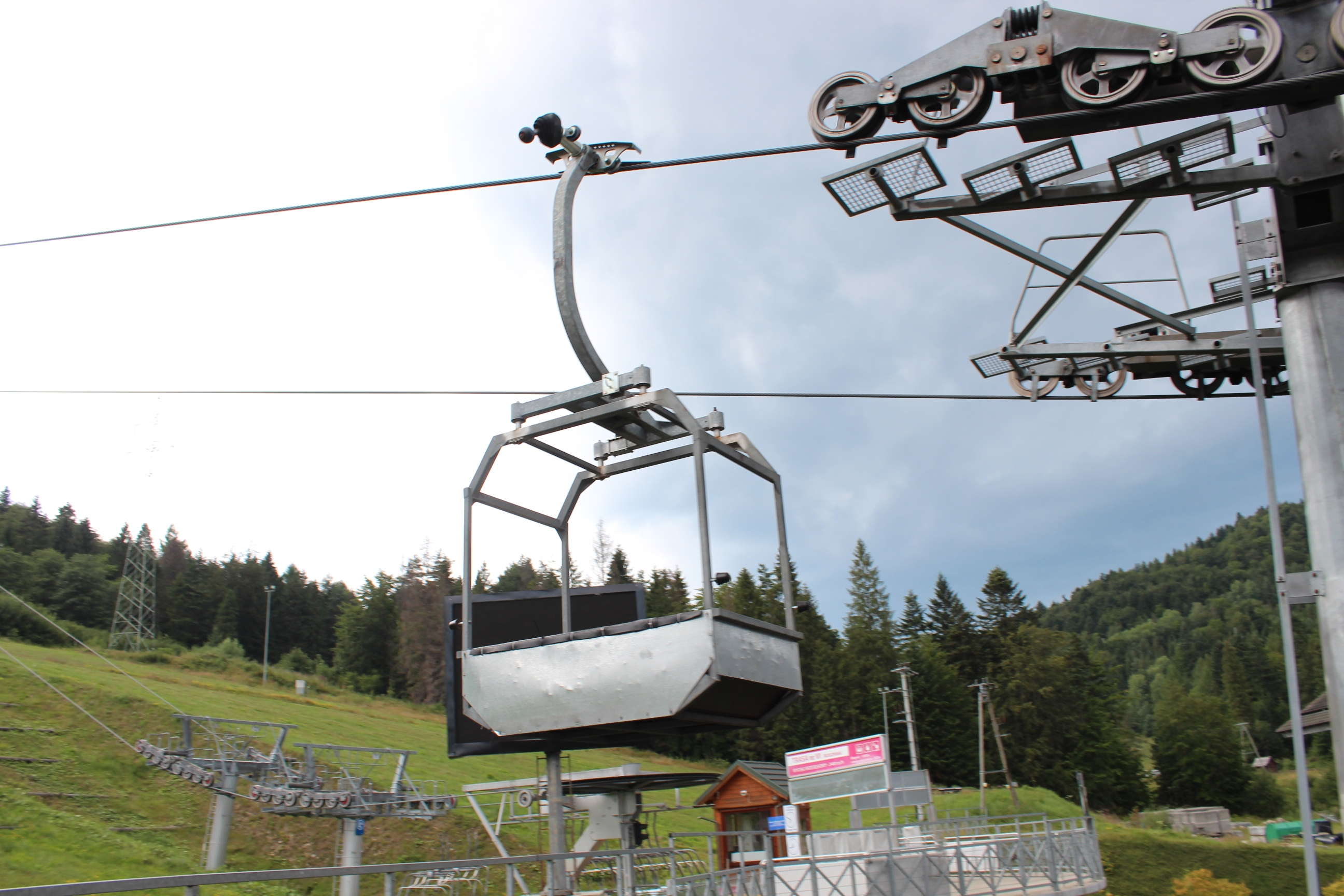
Wagon techniczny